# Ельза Тріоле
Ельза́ Тріоле́ (фр. Elsa Triolet, при народженні Елла Юріївна Каган) (12 (24) вересня 1896 — 16 червня 1970) — французька письменниця (новелістка, романістка) і перекладачка. Комуністка. Учасниця французького Руху опору.
Сестра Лілії Брік. Дружина французького письменника і громадського діяча Луї Арагона. 

## Біографія
Елла Каган народилася у сім'ї єврейських інтелігентів у Москві. Молодша сестра Лілії Брік. Мати Ельзи, Олена Юліївна Берґман (музикантка-піаністка), народилася у Прибалтиці, володіла кількома іноземними мовами. Батько, Юрій Олександрович Каган, виріс у єврейському гетто, закінчив юридичний факультет, займався адвокатською практикою — представляв інтереси акторів і музикантів. Батьки, великі шанувальники творчості Ґете, назвали обох дочок на честь героїнь улюбленого письменника. Обидві дочки отримали хорошу освіту, з дитинства мати навчала їх розмовляти французькою, німецькою та грати на роялі. Ельза успішно закінчила Московський архітектурний інститут.
У Росії Ельзу оточували відомі на той час особистості — лінгвіст Роман Якобсон (друг дитинства), Василь Каменський, Віктор Шкловський. Влітку, 1915 року, на одному з творчих молодіжних вечорів вона затоваришувала з поетом футуристом Володимиром Маяковським, який потім стане коханим її сестри, Лілії Брік.

### Франція
У 1917 році 21-річна Ельза познайомилася з французьким офіцером, що проходив службу при представництві Франції у Росії, Андре Тріоле, який невдовзі запропонував їй шлюб. У 1918 році Ельза з Тріоле покинула Росію та поїхала до Парижа, де вони одружилися того ж року. Невдовзі пара направилася до Гаїті, де провела близько двох років. Намагання привернути інтерес чоловіка до російської культури були марними, його захопленнями були яхти та коні. Ельзі бракує Москви, поезії, снігу та друзів. Все це потім ляже в основу її першого роману «На Гаїті» (1925).
На Гаїті Ельза Тріоле написала свої перші твори. Майже з початку перебування на острові, у неї була депресія, пов'язана найперше з жарким кліматом, а також з ностальгією за близьким оточенням. Це стало причиною їх поверненням до Європи. У 1920 році сім'я Тріоле повернулася до Парижа, але невдовзі у 1921 році, Ельза і Андре розлучилися. Після розлучення вона зберегла прізвище чоловіка, під яким стала відомою спочатку у Росії, а потім і у Франції. У цей період вона перебувала у стані творчих пошуків, подорожуючи до Парижа, Берліна, а також до Москви. Певний час мешкала у Лондоні, де працювала у архітектурній майстерні, та у Берліні, тодішньому центрі російської еміграції. В Берліні жили на той час близько 300 тисяч російських емігрантів, існувало близько 80 типографій та видавництв. Берлінський період її життя описав у своїй книзі «Zoo» (в районі «Zoo» — берлінського зоопарку — жили багато берлінських емігрантів) Віктор Шкловський. У 1920-х роках Ельза пише кілька романів російською: «На Гаїті» (виданий у 1925 році), «Полуничка» (1926), «Камуфляж» (1928). Ці твори, у більшості, оповідають про пошуки у стосунках: це жінка, що проживає у самотності, хоча й була одружена та оточена багатьма людьми.
Оселившись у 1924 році у Монпарнасі, вона відвідує зустрічі письменників сюрреалістів та художників Фернанда Льєже і Марселя Дюшана. Фернанд Льеже винайняв для неї номер у недорогому готелі на Монпарнасі, і вона з головою поринула в бурхливе паризьке життя. Проте з записів у її щоденнику видно її незадоволення життям та собою. В цей період Ельза відчуває певну двоякість у відчуттях — у Парижі їй бракує Москви, у Москві вона сумує за Парижем. У 1924 році у Париж вперше приїхав Володимир Маяковський. Йому вона читає свої перші літературні проби.

### З Луї Арагоном
У 1925 році, на одній з зустрічей французьких поетів-сюрреалістів, Ельза познайомилася з Луї Арагоном, проте тоді вона цікавилася лише новітніми тенденціями у літературі.
У 32 років, 6 жовтня 1928 року у кафе «Купол», вона вдруге знайомиться з Арагоном. Пізніше вона одружується з ним і стає його музою. Ельзі вдалося навернути чоловіка до комунізму, Арагон навіть вступив в комуністичну партію і почав співпрацювати з газетою «Юманіте». У 30-х роках Тріоле малює кольє для високої моди та пише репортажі для російських газет; вона також перекладає російських та французьких авторів. У 1938 році почала писати свій перший роман французькою, «Доброго вечора, Терезо!».
Ельза Тріоле та Луї Арагон одружилися 28 лютого 1939 року. Вона вступила разом з ним у Рух опору, у зоні «Південь», та сприяла видавництву та розповсюдженню газет «La Drôme en armes» та «Les Étoiles». Одночасно продовжувала писати: в цей час нею написані роман «Білий кінь» та новели. Об'єднані під назвою «За зіпсоване сукно штраф 200 франків», ці новели у 1945 році отримали Гонкурівську премію (заднім числом за 1944 рік).
У 1950-х роках, як членкиня генерального комітету Національного комітету письменників (CNE), вона взялася за пропаганду читання та продаж книг. Період війни її надихнув на роман «Інспектор руїн», потім атомна загроза, в період холодної війни, «Рудий кінь». Вона багато подорожує в соціалістичні країни з Арагоном, але зовсім не знає про антисемітизм, який досяг і її сестри, та про злочини, які вчиняються у Радянському союзі (чоловік Лілі Брік, генерал Віталій Примаков, був страчений сталінським режимом). Вона виражає свою критику сталінізму у 1957 у «Монументі». Цього ж року вона залишила Генеральний комітет, потім пише три романи з циклу «Нейлоновий вік». У 1963 році Тріоле брала активну участь у перекладанні та виданні у Франції роману Олександра Солженіцина «Один день Івана Денисовича». Її романи «Велике Ніколи» (1965) та «Послухайте, погляньте» (1968), які мають за мету звільнити від перекручень та фальсифікацій біографію Володимира Маяковського, яких вона зазнала у Радянському Союзі.
У травні 1957 року за роман «Незвані гості» («Побачення чужоземців») Ельзі Тріоле присуджено премію «Фратерніте», засновану організацією з боротьби проти расизму, антисемітизму та захисту миру. Ельза Тріоле написала книгу про Чехова, перекладала його оповідання французькою, вона один зі співавторів сценарію відомого фільму «Нормандія-Німан». Також вона перекладала Володимира Маяковського та пропагувала його творчість у Франції.
У 1966 році, Агнес Варда зняв документальний короткометражний фільм, «Ельза троянда», у якому зобразив її романтичну історію з Арагоном. Після видання «У словах» (1969), проживши 73 роки, Ельза померла від серцевої хвороби 16 червня 1970 року у помісті, яке вона нажила з Арагоном, Млин де Вільнев. В цьому ж році вийшов у світ її останній роман «Соловей стихає на світанку». Луї Арагон пережив свою дружину на декілька років. Вони спочивають поряд, у парку площею у 6 га, що оточує цей старий млин.